# Spoorlijn Oborniki-Wronki

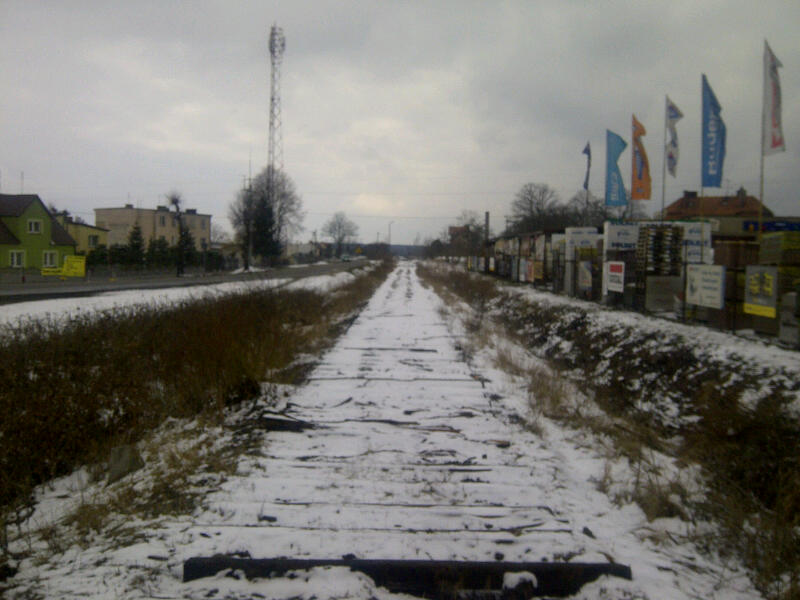
Opgebroken spoorlijn ter hoogte van Obrzycko

De spoorlijn Oborniki-wronki verbond de twee plaatsen onder het Poolse lijnnummer 381. Het reizigersvervoer eindigde in 1991, in 1994 het goederenvervoer. Vanaf 2005 werd de spoorlijn opgebroken.